# На един черпак разстояние
„На един черпак разстояние“ (на английски: The Hundred-Foot Journey) е американска комедийна драма от 2014 г. на режисьора Ласе Халстрьом, по сценарий на Стивън Найт и е адаптация на едноименния роман от 2010 г., написан от Ричард С. Мораис. Във филма участват Хелън Мирън, Ом Пури, Маниш Даял и Шарлот Ле Бон.
Продуциран от Стивън Спилбърг и Опра Уинфри за „Дриймуъркс Пикчърс“ чрез техните съответни производствени компании, „Амблин Ентъртейнмънт“ и „Харпо Филмс“, съвместно със „Партисипант Медия“ и „Релианс Ентъртейнмънт“, филмът е пуснат от „Тъчстоун Пикчърс“ на 8 август 2014 г., и печели 94 млн. долара в световния бокс офис.